# 两个债户的比喻

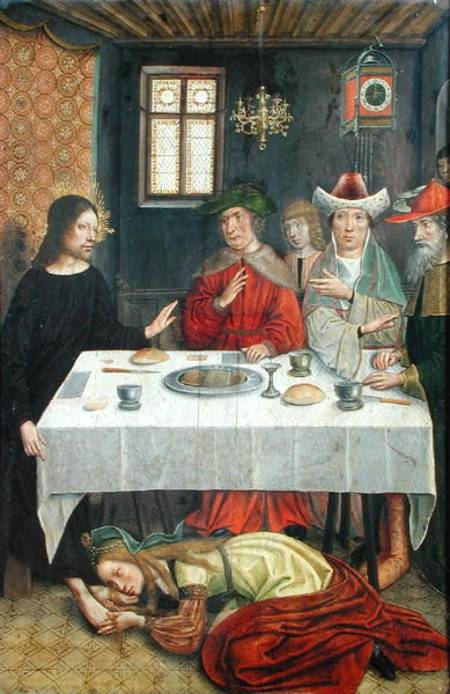
路加福音 7:36“有一个法利赛人请耶稣吃饭，耶稣就到他家里赴席”

在《新约圣经》里，两个债户的比喻是一个耶稣的比喻，见于《路加福音》第7章第41至47节。
按照现代中文译本比喻如此开始：
路加福音 7:41 耶稣说：“有两个人同欠一个债主的债，一个欠五百块银圆，另一个欠五十块银圆。42 两个人都无力偿还，债主就把他们的债都取消了。你想，他们哪一个会更爱他呢？”